# Gare de Takahatafudō
La gare de Takahatafudō (高幡不動駅, Takahatafudō-eki) est une gare ferroviaire de la ville de Hino, dans la préfecture de Tokyo, au Japon. La gare est exploitée par les compagnies Keiō et Tokyo Tama Intercity Monorail.

## Situation ferroviaire
La gare de Takahatafudō est située au point kilométrique (PK) 29,7 de la ligne Keiō et au PK 10,5 du monorail Tama Toshi. Elle marque le début de la ligne Dōbutsuen.

## Histoire
La gare a été inaugurée le 24 mars 1925 sous le nom de gare de Takahata. Elle prit son nom actuel en 1937.

## Services aux voyageurs

### Accès et accueil
La gare dispose d'un bâtiment voyageurs, avec guichet, ouvert tous les jours.

### Desserte

#### Keiō
- Ligne Dōbutsuen :
  - voie 1 : direction Tama-Dōbutsukōen
- Ligne Keiō :
  - voies 2 et 3 : direction Keiō-Hachiōji
  - voies 4 et 5 : direction Shinjuku

#### Tokyo Tama Intercity Monorail
- Monorail Tama Toshi :
  - voie 1 : direction Kamikitadai
  - voie 2 : direction Tama-Center